# Tanzan Ishibashi
Tanzan Ishibashi (japonès: 石橋 湛山)  (Shiba-ku, 25 de setembre de 1884 - Osaka, 25 d'abril de 1973) va ser un periodista i polític japonès que va exercir com a Primer Ministre del Japó entre 1956 i 1957.